# ليون ريبي
ليون ريبي (بالإنجليزية: Leon Rippy)‏ مواليد 30 أكتوبر 1949 في روك هيل، هو ممثل أمريكي.

## الأعمال
- اللون الأرجواني
- جندي عالمي
- ستارغيت
- ذا باتريوت
- معركة ألامو
- تحت القبة
- الحارس الوحيد

## وصلات خارجية
- ليون ريبي على موقع IMDb (الإنجليزية)
- ليون ريبي على موقع ألو سيني (الفرنسية)
- ليون ريبي على موقع أول موفي (الإنجليزية)
- ليون ريبي على موقع قاعدة بيانات الأفلام السويدية (السويدية)
- ليون ريبي على موقع إن إن دي بي (الإنجليزية)
- ليون ريبي على موقع قاعدة بيانات الفيلم (الإنجليزية)
- ليون ريبي على موقع كينوبويسك (الروسية)